# 本田純一
本田 純一（ほんだ じゅんいち、1949年 - ）は、日本の民法学者。専門は債権法。成城大学法学部教授を経て、中央大学大学院法務研究科教授。国税庁税務大学校講師、参議院商工委員会参考人、国民生活センター消費者判例情報評価委員会委員長等を歴任。

## 人物・経歴
東京都生まれ。1973年一橋大学大学院法学研究科修士課程修了。1976年一橋大学大学院法学研究科博士課程単位取得満期退学。指導教官は好美清光で、川井健などの指導を受けた。1976年成城大学法学部設置準備委員会助手。1977年成城大学法学部専任講師。1980年助教授。1987年教授。2003年中央大学法科大学院開設準備室教授。2004年中央大学大学院法務研究科教授。また、立教大学法学部非常勤講師、国税庁税務大学校講師、東電学園講師、早稲田大学法学部非常勤講師、上智大学総合人間科学部非常勤講師 などとしても教鞭を執った。専門は債権法。
この間、国土庁不動産鑑定士試験委員、国民生活センター消費者判例情報評価委員会委員長、建設省住宅宅地審議会取引保証検討委員会委員、日本訪問販売協会訪問販売取引改善事業における委員会委員、参議院商工委員会参考人、シルバーサービス振興会シルバーマーク基準認定委員会委員長、消費者法ニュース発行会議幹事、通商産業省訪問販売等苦情処理マニュアル作成委員会委員、不動産適正取引推進機構不動産媒介契約研究委員会委員、法務省定期借家制度についての研究会委員、東京都安全問題研究会会長、全国社会福祉協議会福祉サービスの契約及び情報提供のあり方に関する検討委員会契約締結部会座長、大学評価学位授与機構大学評価委員会評価員、商事法務研究会法学検定試験民法出題委員、全国宅地建物取引業協会連合会宅建業法上の媒介報酬に関する研究会委員、厚生労働省身体障害者補助犬法の施行状況に関する検討会委員、内閣府国民生活審議会国民生活における安全・安心の確保策に関する検討委員会委員等を歴任。

## 著書
- 『スリーステップ 民法ゼミナール』（共編）一粒社 1992年
- 『消費者取引判例ガイド』（木村晋介,千葉肇と共著）有斐閣 1994年
- 『契約規範の成立と範囲』一粒社 1999年
- 『新消費者取引判例ガイド』（木村晋介,千葉肇と共著）有斐閣 2000年
- 『基本判例〈4〉家族法』（棚村政行と共編）法学書院 2005年
- 『ハイブリッド民法 (2) 物権・担保物権法』（湯川益英,原田剛,橋本恭宏と共著）法律文化社 2007年
- 『債権総論』（小野秀誠と共著）弘文堂  2010年
- 『債権各論』弘文堂  2010年
- 『借家法と正当事由の判例総合解説』信山社  2010年
- 『基本講座民法2(債権法) 』（共著）信山社 2012年